# Kirani James
Kirani James (ur. 1 września 1992 w Saint George’s) – grenadyjski lekkoatleta specjalizujący się w biegu na 400 metrów.
Mistrz olimpijski z igrzysk w Londynie (2012), wicemistrz z Rio de Janeiro (2016) i brązowy medalista z Tokio (2020). Mistrz świata z Daegu z 2011 roku, srebrny medalista z Eugene (2022) i brązowy z Pekinu (2015).
Mistrz (2009) oraz wicemistrz (2007) świata juniorów młodszych w biegu na 400 metrów oraz mistrz (2009) w biegu na 200 metrów w tej kategorii wiekowej. Srebrny (2008) i złoty (2010) medalista mistrzostw świata juniorów. Mistrz igrzysk Wspólnoty Narodów (2014). Wielokrotny złoty medalista CARIFTA Games w biegu na 200 metrów (2008, 2010) i 400 (2007, 2008, 2009, 2010). Rekordzista Grenady w biegu na 200 (20,41) i 400 (43,74) metrów oraz sztafecie 4×400 metrów. Do niego należy również rekord mistrzostw świata juniorów młodszych na najdłuższym sprinterskim dystansie (45,24).
Jest pierwszym medalistą olimpijskim z Grenady.

## Życie prywatne
Kirani James urodził się w stolicy Grenady Saint George’s, gdyż tam był jedyny szpital w kraju, jednak wychowywał się w rybackiej wiosce Gouyave. Jak sam mówi, jego cała rodzina grała w kosza, a jego ojciec Dorrani Marshall oraz jeden z dwóch starszych braci grali zawodowo.
Studiuje na uniwersytecie w Alabamie.

## Kariera

### Początki
Swoją przygodę z lekkoatletyką na poważnie rozpoczął z momentem wstąpienia do miejscowego klubu SpeedZone, uważanego za jeden z najlepszych w kraju. Jego trenerem został Albert Joseph. W 2006 roku, jako 13-latek zwyciężył na 400 metrów, a na 200 był drugi podczas międzynarodowych zawodów Caribbean Union of Teachers w kategorii do 15 lat.

### Junior
W wieku 14 lat zwyciężył w CARIFTA Games 2007 z czasem 47,86. W tym samym roku w Ostrawie sięgnął bo srebro mistrzostw świata juniorów młodszych, a wynik 46,96 jest najlepszym w historii wśród 14 latków.
Rok później obronił tytuł mistrza CARIFTA na 400 metrów i dołączył do niego tytuł mistrzowski na 200 metrów, uzyskując rezultat 21,38. W lipcu w rozegranych w Bydgoszczy Mistrzostwach świata juniorów zdobył srebrny medal, ustanawiając rekord świata piętnastolatków – 45,70. W październiku zdobył złoto Igrzysk Wspólnoty Narodów juniorów i ustanowił rekord tych zawodów – 46,66.
W 2009 na CARIFTA Games zadebiutował w kategorii do 20 lat. Do swojej kolekcji dołączył kolejny złoty medal, poprawiając swój rekord życiowy na 45,45 i bijąc o prawie sekundę rekord mistrzostw Usaina Bolta. Otrzymał nagrodę Austina Sealy'ego dla najwybitniejszego zawodnika mistrzostw. W tym też roku James zapisał się w historii jako pierwszy podwójny złoty medalista mistrzostw świata juniorów młodszych. W Bressanone najpierw zdobył tytuł mistrza na 400 metrów ustanawiając przy tym rekord mistrzostw i życiowy – 45,24, a dwa dni później wywalczył złoto w biegu na 200 metrów z wynikiem 21,05. Obfity w sukcesy rok zwieńczył tytułem mistrza panamerykańskich igrzysk juniorów. Za swoje osiągnięcia został nagrodzony tytułem sportowca Grenady 2009.

### 2009/2010
Jamesem zaczęło interesować się wiele uniwersytetów. W swojej drużynie chciały go mieć m.in. Baylor, Alabama, Karolina Południowa, Floryda czy Arizona. W 2010 roku zdecydował się na przenosiny do Alabamy i od tego czasu trenuje pod okiem Harveya Glance’a. W swoich pierwszych zawodach na hali wynikiem 45,79 pobił 10-letni rekord szkoły. Był drugi na halowych mistrzostwach NCAA.
Na CARIFTA Games 2010 James zdobył czwarty tytuł najlepszego 400-metrowca, z czasem 45,02, oraz najlepszego 200-metrowca. W maju bardzo niewiele zabrakło mu, by pobić 45 sekund – ustanowił życiowy rekord 45,02 na mistrzostwach konferencji południowo-wschodniej. Na mistrzostwach świata juniorów w Moncton wywalczył złoto, jednak nie był zadowolony z wyniku 45,89. W debiucie zwyciężył na mistrzostwach NCAA. Za osiągnięcia w 2010 roku ponownie został uznany za sportowca roku Grenady.

### 2011
27 lutego na halowych mistrzostwach konferencji południowo-wschodniej w Fayetteville zwyciężył z czasem 44,80, co jest 3. w historii wynikiem na dystansie 400 metrów.
5 sierpnia w Londynie zadebiutował w cyklu Diamentowej Ligi. Zwyciężył z czasem 44,61 i objął prowadzenie na listach światowych.
30 kwietnia 2011 grenadyjska sztafeta 4 × 400 metrów w składzie: Joel Redhead, Kirani James, Kenion Herry i Rondell Bartholomew ustanowiła rekord kraju w tej konkurencji – 3:04,69. 17 lipca podczas mistrzostw Ameryki Środkowej i Karaibów sztafeta w składzie: Joel Redhead, Kirani James, Josh Charles i Rondell Bartholomew poprawiła ten wynik, uzyskując czas 3:04,27 (aktualny rekord kraju).
Na mistrzostwa świata do koreańskiego Daegu Kirani James, z racji najlepszego w tym sezonie wyniku na świecie, jechał w roli faworyta. Przez eliminacje i półfinał przebrnął bez problemów, ale jego najgroźniejszy rywal, obrońca tytułu LaShawn Merritt, już w eliminacjach uzyskał najlepszy na świecie czas 44,35. Finał odbył się 30 sierpnia, 2 dni przed 19 urodzinami Jamesa. Obaj zawodnicy rozstawieni zostali na sąsiadujących ze sobą torach – Merritt na 4, a James na 5. Amerykanin wolno wyszedł z bloków, jednak aż do ostatniej prostej utrzymywał się na prowadzeniu. To właśnie na ostatnich 100 metrach James okazał się silniejszy i przebiegł linię mety 3 setne przed rywalem, ustanawiając rekord kraju 44,60 i stając się najmłodszym mistrzem świata w biegu na 400 metrów w historii oraz pierwszym grenadyjskim medalistą mistrzostw świata.
8 września podczas zawodów Diamentowej Ligi w Zürichu nowy mistrz świata wynikiem 44,36 ustanowił rekord Grenady. Za zwycięstwo otrzymał osiem punktów, co z czterema z Londynu dało w sumie dwanaście i zwycięstwo w całym cyklu.
Na koniec sezonu 2011 został uznany za wschodzącą gwiazdę światowej lekkoatletyki.

### 2012
11 lutego w Fayetteville uzyskał wynik 45,19, co dało mu pozycję lidera na listach światowych i w tej roli pojechał na halowe mistrzostwa globu do Stambułu. Nie były one jednak dla niego udane. Zajął ostatnie miejsce w finale z czasem 46,21.
Sezon na otwartym stadionie rozpoczął 16 maja na Colorful Daegu Meeting. Zwyciężył ustanawiając rekord mityngu – 44,72. 2 czerwca na zawodach Prefontaine Classic w Eugene, zaliczanych do cyklu Diamentowej Ligi, popełnił falstart.
Był chorążym reprezentacji Grenady podczas ceremonii otwarcia igrzysk olimpijskich w Londynie. Bez problemów przeszedł eliminacje i półfinał. 6 sierpnia odniósł swój życiowy sukces. Został mistrzem olimpijskim ustanawiając nowy rekord kraju – 43,94. Stał się zarazem pierwszym sprinterem spoza Stanów Zjednoczonych, który przebiegł dystans jednego okrążenia w czasie krótszym niż 44 sekundy oraz pierwszym medalistą olimpijskim z Grenady.
Na koniec roku 2012 otrzymał nagrodę Caribbean Spirit of Sport.

### 2013
W sezonie halowym nie startował. Sezon letni rozpoczął 13 kwietnia startem w mityngu w stolicy Bahamów, w Nassau, gdzie uzyskał wynik 44,72. Kolejnym startem były zawody cyklu diamentowej ligi w Szanghaju 18 maja. Mierząc się między innymi z LaShawnem Merrittem i Luguelínem Santosem, zdecydowanie zwyciężył, uzyskując najlepszy rezultat na świecie oraz wyrównując rekord mityngu Jeremiego Warinera z 2007 roku – 44,02. Mistrzostwa Świata w Moskwie zakończyły się jednak katastrofą. James dotarł do finału biegu na 400 metrów, jednak nie zdobył medalu. Widząc, że nie uda mu się wyprzedzić Amerykanina LaShawna Merritta, zwolnił na ostatnich metrach i zajął dopiero 7 miejsce.

### 2014
Sezon 2014 James zaczął 24 kwietnia w Des Moines, gdzie zajął drugie miejsce, przegrywając bieg na 400 metrów z LaShawnem Merrittem. Do pojedynków z Amerykaninem doszło jeszcze dwukrotnie – podczas mityngów Diamentowej Ligi: 31 maja w Eugene i 3 lipca w Lozannie. Oba wygrał James. Podczas zawodów w Lozannie pobił rekord życiowy czasem 43,74 s. Następnie wystartował na Igrzyskach Wspólnoty Narodów w Glasgow. Zwyciężył z czasem 44,24 s, bijąc tym samym rekord igrzysk, i stał się pierwszym sportowcem z Grenady, który zdobył złoty medal na tej imprezie sportowej.

## Osiągnięcia
| Rok                                   | Impreza                    | Miejsce        | Konkurencja | Pozycja    | Wynik         | Źródła        |
| ------------------------------------- | -------------------------- | -------------- | ----------- | ---------- | ------------- | ------------- |
| 2007                                  | CARIFTA Games              | Providenciales | 200 m       | 6. miejsce | 22,10         | [ 20 ] [ 10 ] |
| 400 m                                 | CARIFTA Games              | Providenciales | 1. miejsce  | 47,86      |               |               |
| Mistrzostwa świata juniorów młodszych | Ostrawa                    | 400 m          | 2. miejsce  | 46,96      | [ 3 ]         |               |
| 2008                                  | CARIFTA Games              | Basseterre     | 200 m       | 1. miejsce | 21,38         | [ 58 ]        |
| 400 m                                 | CARIFTA Games              | Basseterre     | 1. miejsce  | 47,87      |               |               |
| Mistrzostwa świata juniorów           | Bydgoszcz                  | 400 m          | 2. miejsce  | 45,70      | [ 59 ]        |               |
| Igrzyska Wspólnoty Narodów juniorów   | Pune                       | 400 m          | 1. miejsce  | 46,66      | [ 23 ]        |               |
| 2009                                  | CARIFTA Games              | Vieux Fort     | 200 m       | DSQ        | [ 11 ]        |               |
| 400 m                                 | CARIFTA Games              | Vieux Fort     | 1. miejsce  | 45,45      |               |               |
| 4x100 m                               | CARIFTA Games              | Vieux Fort     | DSQ         |            |               |               |
| 4x400 m                               | CARIFTA Games              | Vieux Fort     | 3. miejsce  | 45,45      |               |               |
| Mistrzostwa świata juniorów młodszych | Bressanone                 | 200 m          | 1. miejsce  | 21,05      | [ 60 ]        |               |
| Mistrzostwa świata juniorów młodszych | Bressanone                 | 400 m          | 1. miejsce  | 45,24      |               |               |
| 2010                                  | CARIFTA Games              | George Town    | 200 m       | 1. miejsce | 20,76         | [ 9 ]         |
| 400 m                                 | CARIFTA Games              | George Town    | 1. miejsce  | 45,02      |               |               |
| Mistrzostwa świata juniorów           | Moncton                    | 400 m          | 1. miejsce  | 45,89      | [ 61 ]        |               |
| 2011                                  | Mistrzostwa świata         | Daegu          | 400 m       | 1. miejsce | 44,60         | [ 1 ]         |
| 2012                                  | Halowe mistrzostwa świata  | Stambuł        | 400 m       | 6. miejsce | 46,21         | [ 62 ]        |
| Igrzyska olimpijskie                  | Londyn                     | 400 m          | 1. miejsce  | 43,94      | [ 63 ] [ 64 ] |               |
| 2013                                  | Mistrzostwa świata         | Moskwa         | 400 m       | 7. miejsce | 44,99         | [ 65 ]        |
| 2014                                  | Igrzyska Wspólnoty Narodów | Glasgow        | 400 m       | 1. miejsce | 44,24         | [ 7 ]         |
| 2015                                  | Mistrzostwa świata         | Pekin          | 400 m       | 3. miejsce | 43,78         | [ 66 ]        |
| 2016                                  | Igrzyska olimpijskie       | Rio de Janeiro | 400 m       | 2. miejsce | 43,76         |               |
| 2019                                  | Mistrzostwa świata         | Doha           | 400 m       | 5. miejsce | 44,54         |               |
| 2021                                  | Igrzyska olimpijskie       | Tokio          | 400 m       | 3. miejsce | 44,19         |               |
| 2022                                  | Mistrzostwa świata         | Eugene         | 400 m       | 2. miejsce | 44,48         |               |
| 2023                                  | Mistrzostwa świata         | Budapeszt      | 400 m       | DSQ        | DSQ           |               |
| 2024                                  | Igrzyska olimpijskie       | Paryż          | 400 m       | 5. miejsce | 43,87         |               |

## Progresja wyników

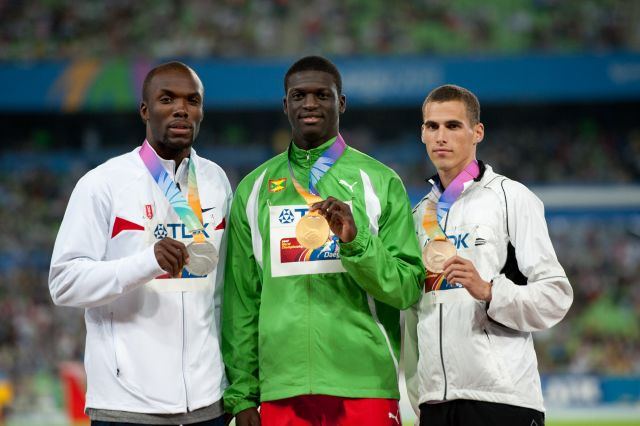
Medaliści biegu na 400 metrów z Daegu

### 400 metrów
| Rok  | Wynik | Data           | Miejsce        |
| ---- | ----- | -------------- | -------------- |
| 2007 | 46,96 | 13 lipca       | Ostrawa        |
| 2008 | 45,70 | 10 lipca       | Bydgoszcz      |
| 2009 | 45,24 | 10 lipca       | Bressanone     |
| 2010 | 45,01 | 8 września     | Knoxville      |
| 2011 | 44,36 | 13 lipca       | Zurych         |
| 2012 | 43,94 | 6 sierpnia     | Londyn         |
| 2013 | 43,96 | 6 lipca        | Paryż          |
| 2014 | 43,74 | 3 lipca        | Lozanna        |
| 2015 | 43,78 | 26 sierpnia    | Pekin          |
| 2016 | 43,76 | 14 sierpnia    | Rio de Janeiro |
| 2017 | 45,44 | 8 kwietnia     | Saint George’s |
| 2018 | 44,35 | 9 czerwca      | Kingston       |
| 2019 | 44,23 | 2 października | Doha           |
| 2021 | 43,88 | 2 sierpnia     | Tokio          |
| 2022 | 44,02 | 28 maja        | Eugene         |
| 2023 | 44,30 | 16 września    | Eugene         |
| 2024 | 43,78 | 6 sierpnia     | Paryż          |

### 200 metrów
| Rok  | Wynik | Data        | Miejsce     |
| ---- | ----- | ----------- | ----------- |
| 2008 | 21,38 | 24 marca    | Basseterre  |
| 2009 | 21,05 | 12 lipca    | Bressanone  |
| 2010 | 20,76 | 5 kwietnia  | George Town |
| 2011 | 20,41 | 16 kwietnia | El Paso     |
| 2014 | 20,63 | 11 maja     | Tokio       |